# Idmonea grallator
Idmonea grallator är en mossdjursart. Idmonea grallator ingår i släktet Idmonea och familjen Idmoneidae. Utöver nominatformen finns också underarten I. g. zengmuensis.